# Stolpna ura, Sighișoara
Stolpna ura v  Sighișoari (romunsko Turnul cu Ceas) je glavna vstopna točka v citadelo. Nasproti stoji Krojaški stolp. S 64 metri višine je stolp viden s skoraj vsakega vogala mesta okrožja Mures, katerega namen je bil braniti glavna vrata v citadelo. Do leta 1556 so ga uporabljali kot mestno hišo. Zdaj je najznačilnejši stolp v vsej Transilvaniji.

## Zgodovina
Stolp so začeli graditi konec 13. stoletja. V 14. stoletju je bil zgrajen kot preprost vhodni stolp z dvema ravnema: pritličjem in prvima dvema nadstropjema stolpa. Izdelan je iz peščenjaka in proda. Prva oblika stolpa je bila verjetno podobna Krojaškemu stolpu. Debelina osnovnih zidov je bila 2,35 metra, na drugem nadstropju pa 1,30 metra, kamnite ploščice iz bazalta so bile uporabljene le na vogalih. V 16. stoletju je bila porušena stara streha, dodali so dve nadstropji iz opeke, zgrajena sta bila balkon in streha. Nihče ne ve zagotovo, kakšna je bila streha pred požarom leta 1676. Današnja baročna streha s petimi stolpiči s čebulastimi zaključki je izjemen dosežek treh mojstrov: Veita Gruberja iz Tirolske, Philipa Bonga iz Salzburga in tesarja Valentina Auslanderja, ki je obnovil stolp po velikem požaru med marcem in septembrom 1677 za 650 zlatnikov. Stolp je nekaj posebnega zaradi ure z lutkami v notranjosti.
Stolp je simbol Sighișoare in v primerjavi z drugimi stolpi, ki so bili v lasti cehov in so jih branili različni cehi, je bil vedno javno dobro. Včasih je bila v njem mestna hiša, med prazniki pa mestni orkester; od konca 19. stoletja je v njem zgodovinski muzej mesta. Druga pomembna značilnost tega stolpa je balkon, ki je najpomembnejša razgledna točka: širok pogled je omogočal opazovanje morebitnih požarov, da bi pravočasno dosegli eno od devetih krajev v Sighișoari z vodo. Nujno je bilo preprečiti širjenje požarov, ker v tistem času mesto ni imelo vode v izobilju, saj je bilo treba kopati 35 m, da bi našli vir vode.

### Obnova
Stolp je bil posodobljen leta 1964 z električnim motorjem, ne da bi se zmanjšal arhaični učinek ure.

## Arhitekturne značilnosti
Stolp je pravokotna prizma z masivnimi stenami, pravokotno podlago, ki meri 12 x 8,66 metra, štirimi nadstropji in razglednim hodnikom. Razdalja med podnožjem stolpa in strehe je 30 metrov, višina strehe od kapi do vrha pa 34 metrov. Podnožje stolpa prečkata dva obokana polcilindrična vzporedna prehoda iz 13. stoletja, ki sta bila v preteklosti zaprta s trdnimi hrastovimi vrati in kovinskimi rešetkami, katerih sledi so še danes deloma vidne. Stolp ima številne znake lokalnih oblasti: štirje stolpiči na vogalih strehe, višine 12,5 m, so simboli avtonomije države, ki lahko izreče in izvede smrtno kazen. Tudi ura in nekatere figurice na notranji strani se lahko štejejo za simbole oblasti. Na vrhu strehe je zlat obroč premera enega metra. Stolp ima dva mehanizma za uro, lesenega in kovinskega, kar ustreza starosti. Dve pročelji (eno proti citadeli, drugo obrnjeno proti spodnjemu mestu) imata urni kazalnik s premerom 2,3 metra s črnimi in zlatimi ročno pobarvanimi številkami. Dve niši s simboličnimi figurami na notranji strani so levo od številčnic. V niši, obrnjeni proti citadeli, so na treh ravneh:
- boginja miru (spodaj na levi) drži v rokah oljčno vejico in trobento;
- mali bobnar (na desni strani) s kladivom udarja na majhen bronast boben;
- pravica in pravičnost (na sredi) v modrih oblekah prevladujeta, sta večji od drugih: pravica zavezanih oči dviga meč, medtem ko pravičnost ohranja ravnotežje;
- dan in noč (v zgornjem nadstropju), pritrjena na kovinsko podlago, sta predstavljena kot angela: dan ima glavo in goreče srce, noč pa nosi baklo v vsaki roki. Pravzaprav kažeta čas od 6. do 18. ure, 12-urno delo za obrtnike citadele.

Niša v fasadi, ki gleda na spodnje mesto, ima le dva dela ali ravni:
- v spodnji levi je postavljen drugi mali bobnar (enak prejšnjemu), na desni pa je figura, ki je izgubila nekaj atributov, morda je predstavljala krvnika, ki je zelo verjetno držal v rokah bič in sekiro kot opozorilo izobčencem;
- v osrednjem položaju prevladuje vrtljiva ploščad, na kateri je postavljenih sedem lesenih figur za vsak dan v tednu, vendar je le eden viden s spodnjega mesta skozi desno majhno okno z okrasno leseno prečko. Vsako noč ob 12. uri se okrogla ploščad zavrti za nekaj stopinj z leve proti desniiz prostora na starem oknu in namesti nov dan, ki ga meščani vidijo zjutraj.

### Figure sedmih dni
Na prvi pogled se zdi, da sedem figur predstavlja le sedem dni v tednu, v resnici pa prikazujejo sedem antičnih bogov, sedem planetov in sedem osnovnih kovin.
- Nedelja: ženska figura v modri srajci, rdečem krilu in s širokim pasom, zlatim krogom z žarki okoli glave, kar je simbol zlata. Za Rimljane in Grke je bilo Sonce bog (Sol ali Helios), vendar ta bog v ženskih oblačilih kaže, da je avtor upošteval, da je sonce v nemškem jeziku ženskega spola (Die Sonne). Menijo, da položaj roke figure simbolizira gibanje boga Sonca, ki dviga ali spušča obilje zemlje.

- Ponedeljek: ženska figura, oblečena v modro obleko, z lokom in puščico v rokah in glavo v obliki polmeseca, simbol srebra. Zaščitnik ali gospa noč, luna je Artemida pri Grkih ali Diana pri Rimljanih, boginja lova, zaščitnica ženske narave, ki se nenehno spreminja.
- Torek: moški v rdeči srajci in modrem telovniku, s čelado je alkimistični simbol železa. Predstavlja boga Aresa ali Marsa, nosi sulico, da bi ponazoril vojaka.
- Sreda: moška figura v rdečem plašču in zelenem telovniku ima atribute grškega boga [[Hermes]a ali rimskega Merkurja ali živo srebro: v svoji desni roki drži kerikej in denarnico v levi roki. Na čeladi in čevljih ima dve krili, ki kažeta, da je "glasnik bogov", saj hitro potuje s pomočjo lebdenja. Znak na glavi je hermafroditne narave in simbol živega srebra, kovine, ki lahko obvlada druge elemente. Na splošno verjamejo, da je bil Hermes bog trgovine in tatov, v resnici pa je bil poslanec skrivnosti in ezoteričnega znanja, posrednika med vidnim in nevidnim svetom. Merkur ali Hermes nimata enakovrednega v nemški mitologiji, zato nemško ime dneva Mittwoch pomeni sredi tedna.
- Četrtek: figura, ki predstavlja Jupitra ali Zevsa, ima na glavi zlato krono kot srednjeveški kralj, rdečo srajco in krzneni plašč. Desna noga je postavljena na svet, ki simbolizira univerzalno. V desnici drži simbol strele, v levi roki pa simbol groma. Jupiter je 'bog sončnega neba' v indoevropski kulturi, ki nadzira grmenje. Nemci so ga imenovali Donnar, zato je ime tega dneva v tednu Donnerstag. Na glavi Zevsa je alkimističen simbol kositra, zaščitnika kovin, nekorozivnega, in ustvarjalca novih zlitin.

- Petek: ženski lik, ki predstavlja Afrodito ali Venero, boginjo lepote in ljubezni. Krilata figura predstavlja njeno ogledalo, da lahko občuduje svojo lepoto. Nosi zeleno krilo, prekrito z rdečo, njene prsi in noga so razkrite. Na glavi ima simbol bakra, rdeča kovina simbolizira strast, ki je vedno povezana z zeleno zemljo, ki simbolizira lepoto. Za Nemce je petek dan boginje Freyja (Freitag), ki je tudi boginja ljubezni.
- Sobota: to je figura, ki predstavlja Saturna, očeta starih bogov. Za Rimljane je bil Saturn Kronos, titanski grški begunec v Italiji, ki je učil Rimljane kmetijstva in v katerega čast se praznujejo saturnalije, ko so ljudje jedli za državne stroške. V preteklosti je Saturnova figura držala v rokah otroka, ki ga je nameraval požreti, ker naj bi mu po prerokbi eden od sinov odvzel prestol. Njegovi materi Rea je uspelo rešiti Zevsa, najmlajšega sina, a ko je odrasel, je Kronosu ukazal, naj izpusti požrte brate. Figura je gola do pasu, ima modro srajco in rdeče kratke hlače, ki visijo okoli pasu. Na glavi ima oznako svinca, simbol stagnacije in ustavitve gibanja. Nihče ne ve točno, zakaj ima leseno nogo (proteza). Morda je to nesporazum, ki izhaja iz tega, da so bili starodavni kipi oviti v draperije, ki so bile odstrte le za praznike. Vsi evropski jeziki za soboto uporabljajo starozavezni izraz Sabat (šabat v krščanstvu). Samo angleščina je ohranila staro ime, povezano s Saturnom – Saturday.